# Отто Ґрейнер
Ернст Отто Грейнер (нім. Ernst Otto Greiner; 16 грудня 1869, Лейпциг — 24 вересня 1916, Мюнхен) — німецький художник і графік.

## Життя та творчість
У 1884 році юний Грейнер починає вивчати мистецтво літографії в лейпцизькому інституті Ю. Клінкхардта. У 1888–1891 роках він навчається в Мюнхенській академії мистецтв. У 1891 році Грейнер їде у навчальну подорож до Італії, під час якої знайомиться і починає дружити з художником Максом Клінгером. Повернувшись на батьківщину, в 1892–1898 роках живе у Мюнхені і в Лейпцигу. У 1898 році Грейнер знову приїжджає в Рим і живе у колишній майстерні Клінгера поблизу Колізею. З цього часу зберігся написаний Клінгером портрет художника (1905).
На початку 1915 року, у зв'язку в Першою світовою війною, був змушений повернутись до Німеччии і жив у Мюнхені аж до своєї смерті в 1916 році.
Грейнер — один з видатних майстрів німецького югендстилю. Є автором ряду великоформатних картин, таких, як незакінчений через втечу з Італії Тріумф Венери, а також Школа відьом, Одіссей і сирени (над якою художник працював 3 роки; пропала під час Другої світової війни), Прометей, Геркулес у Омфали.
Автор циклу полотен Про жінок (Über die Frauen). Особливим завданням майстра була точна графічна передача на полотні теми, особливо зображення людського тіла. Крім творів на міфологічні та історичні теми, яким окрім полотен присвячені і 112 графічних робіт, О. Грейнер створює також портрети, зображення оголеної натури, твори на фантастичні сюжети. Ряд робіт, зокрема Геркулес у Омфали, залишились незавершеними у зв'язку з раптовою смертю художника.

## Галерея

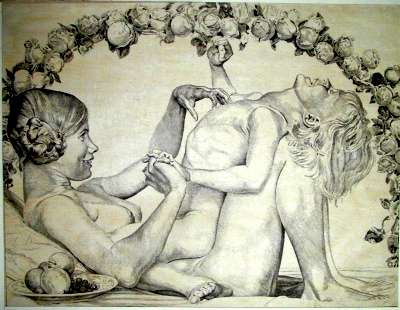
Радість життя (1915)
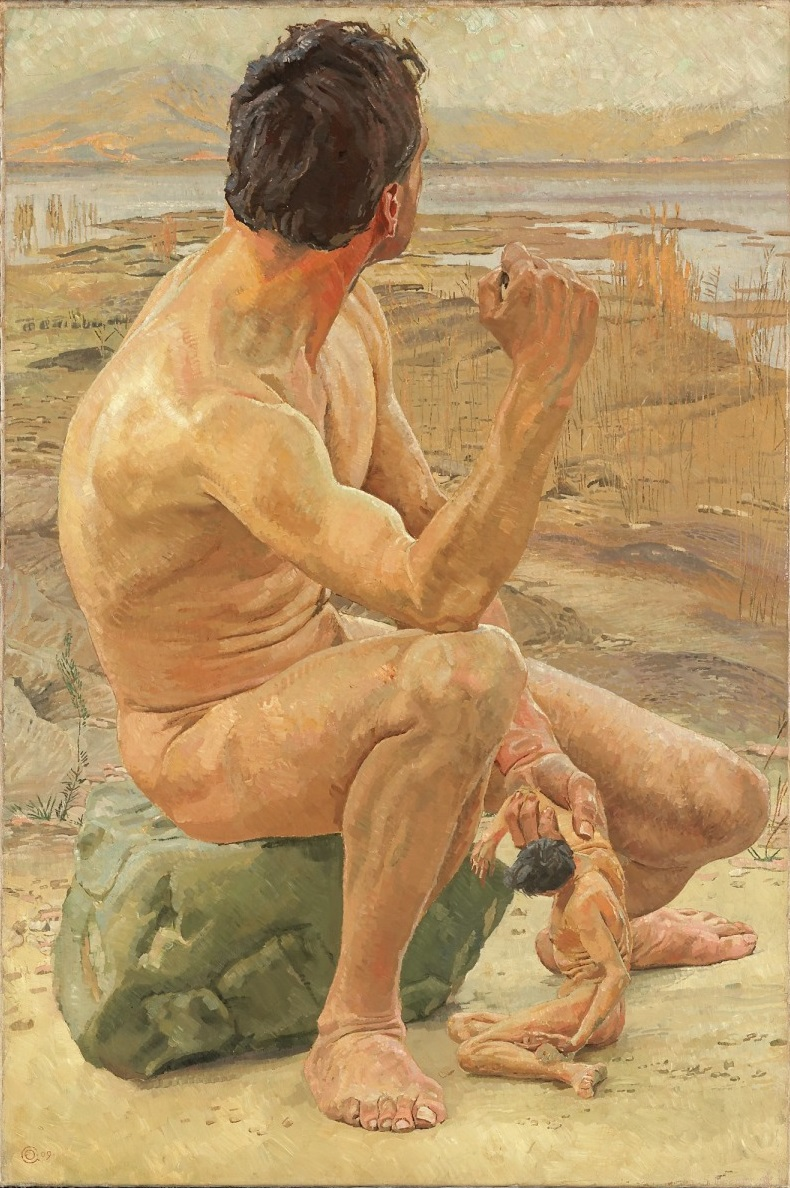
Прометей
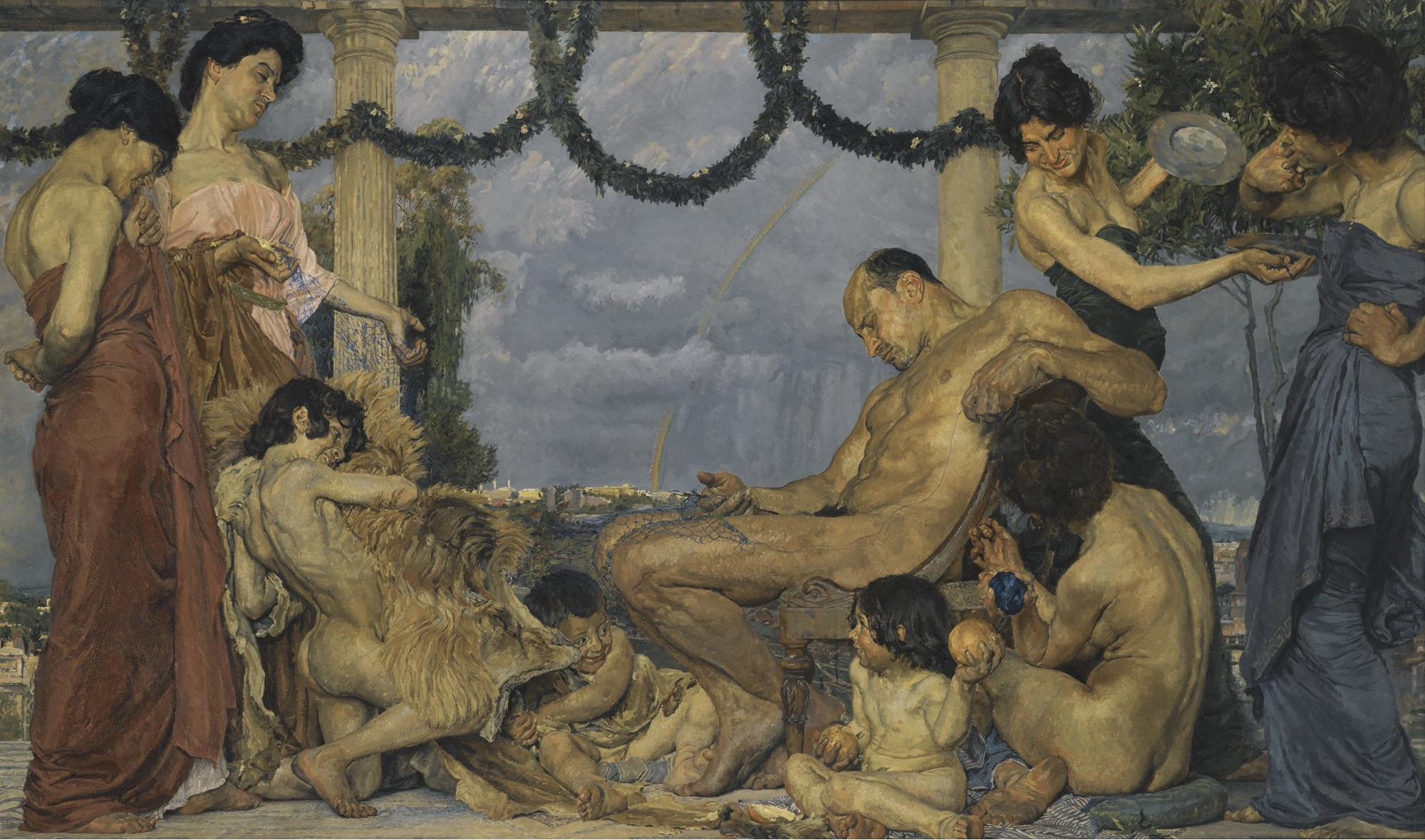
Геркулес у Омфали
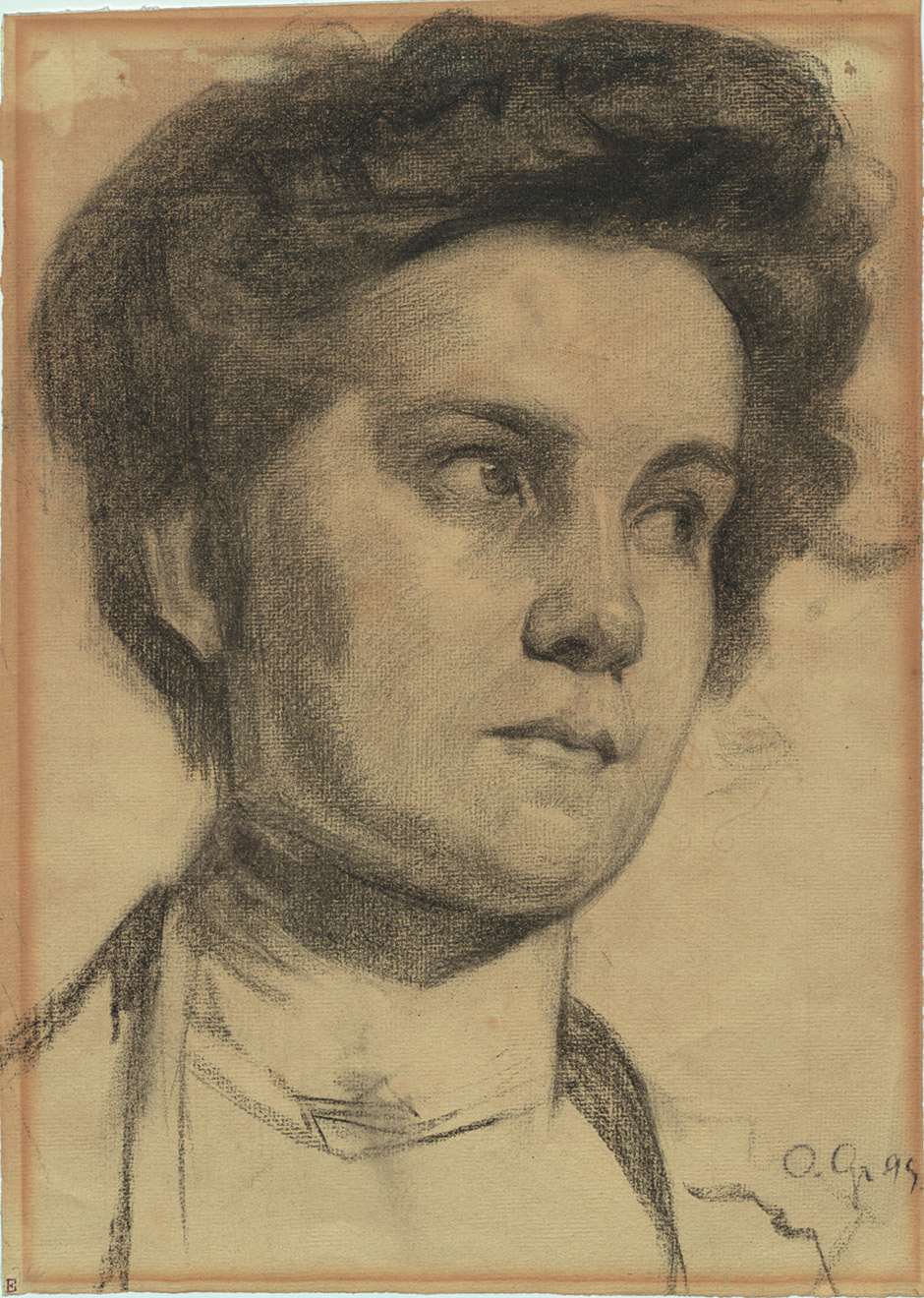
Портрет дружини, Нанніні Грейнер (1895)
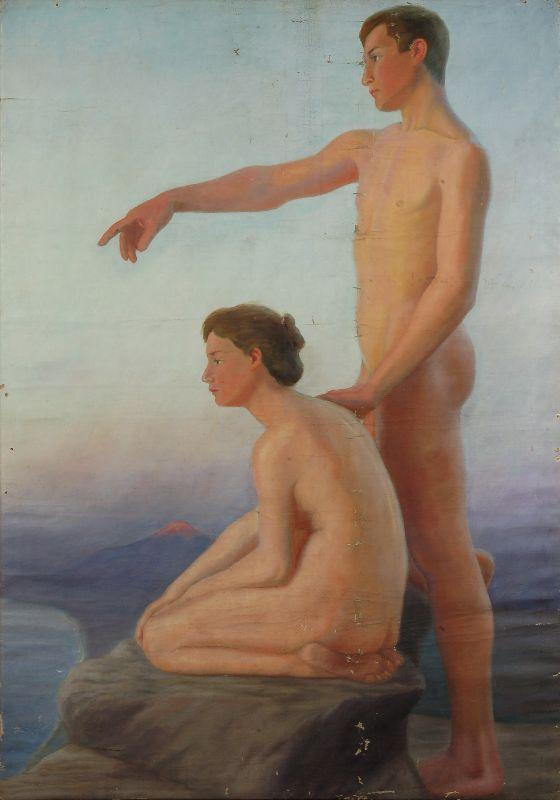
Затока Таорміна з Етною на задньому плані (1900)
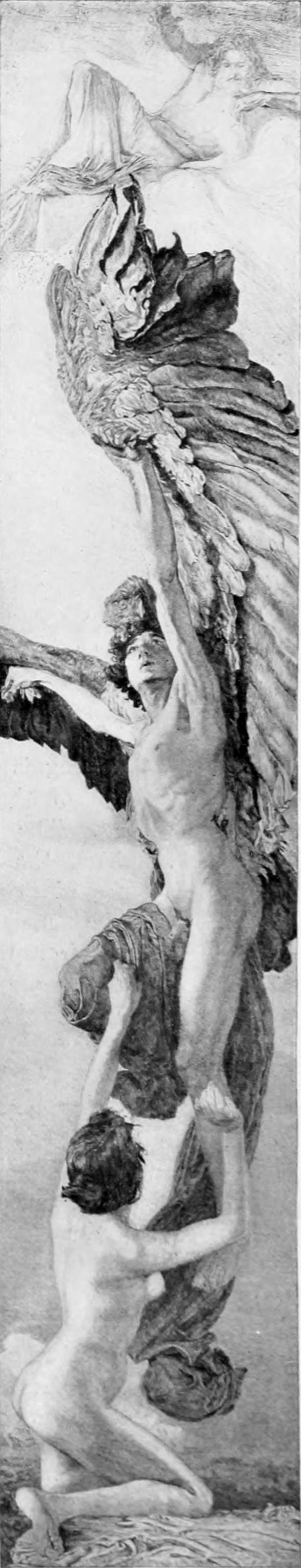
Ганімед